# Aldebert Ier de Peyre
Pour les articles homonymes, voir Aldebert de Peyre.
Aldebert Ier Peyre, né dans la noble famille de Peyre, est un évêque français du XIIe siècle. Il fut ainsi évêque de Mende en Gévaudan dans les années 1050 et 1060.

## Biographie
Aldebert de Peyre est issue de la famille de Peyre, dont le château patrimonial se situait sur le roc de Peyre, sur les contreforts de l'Aubrac. Il est l'un des premiers de la famille à porter le prénom d'Aldebert, qui est devenu par la suite le nom usuel du cadet de la famille destiné aux ordres. Ce n'est, cependant, peut-être pas le premier de la famille à être évêque de Mende. En effet, Guillaume vers 900, était peut-être également un Peyre.
Le nom d'Aldebert n'apparaît guère en dehors de son diocèse, si ce n'est lors de l'élection de l'évêque de Limoges, Itier Chabot, en 1052. En revanche il œuvre beaucoup pour sa terre. C'est lui qui fonde à proximité de Chirac le monastère du Saint-Sauveur vers l'an 1060 avec son frère Astorg, seigneur de Peyre. En l'an 1062, ils rendent tous deux hommage pour le monastère auprès de l'Abbaye Saint-Victor de Marseille. Déjà en 1060, Aldebert avait rendu hommage à l'abbaye marseillaise pour le monastère de La Canourgue. Il fonde ensuite, en 1075 le monastère Saint-Sauveur du Rozier, confié à l'abbaye d'Aniane.
La date de la mort d'Aldebert n'est pas connue avec exactitude, mais il se peut que ce soit en 1095. Il ne serait peut-être pas mort comme évêque, mais se serait retiré comme simple moine au monastère Saint-Sauveur de Chirac.